# Dumitru Captari
Dumitru Captari (Chisináu, Moldavia, 12 de julio de 1989) es un deportista rumano que compite en halterofilia. Ganó dos medallas en el Campeonato Europeo de Halterofilia, oro en 2017 y bronce en 2016.

## Palmarés internacional
| Campeonato Europeo | Campeonato Europeo | Campeonato Europeo | Campeonato Europeo |
| Año                | Lugar              | Medalla            | Categoría          |
| ------------------ | ------------------ | ------------------ | ------------------ |
| 2016               | Førde (Noruega)    | Medalla de bronce  | 77 kg              |
| 2017               | Split (Croacia)    | Medalla de oro     | 77 kg              |